# 党和国家功勋荣誉表彰工作委员会
党和国家功勋荣誉表彰工作委员会，是中国共产党中央委员会的议事协调机构，负责统筹协调党和国家功勋荣誉表彰工作。

## 沿革
中共十八大后，中共中央总书记习近平多次对党和国家功勋荣誉表彰工作作出指示。中共中央决定构建“1+1+3”的党和国家功勋荣誉表彰制度体系：中共中央制定1个指导性文件，全国人大常委会制定1部法律，有关方面分别制定党内、国家、军队3个功勋荣誉表彰条例。
2015年12月14日，中共中央政治局会议审议通过了《关于建立健全党和国家功勋荣誉表彰制度的意见》。2015年12月25日，中共中央印发了《关于建立健全党和国家功勋荣誉表彰制度的意见》。
2015年12月27日，第十二届全国人民代表大会常务委员会第十八次会议通过了《中华人民共和国国家勋章和国家荣誉称号法》，分别设立国家勋章（“共和国勋章”和“友谊勋章”）以及国家荣誉称号。该法自2016年1月1日起施行。
2016年4月，中共中央决定成立党和国家功勋荣誉表彰工作委员会，“负责统筹协调党和国家功勋荣誉表彰工作”。
2016年5月，中共中央总书记、国家主席、中央军委主席习近平对党和国家功勋荣誉表彰工作作出指示。2016年5月18日，党和国家功勋荣誉表彰工作委员会第一次全体会议在北京召开，这是党和国家功勋荣誉表彰工作委员会首次亮相。中共中央政治局常委、党和国家功勋荣誉表彰工作委员会主任刘云山主持会议并讲话，中共中央政治局委员、党和国家功勋荣誉表彰工作委员会副主任栗战书传达了习近平的上述指示精神，会议审议通过了《党和国家功勋荣誉表彰工作委员会工作规则》、《党和国家功勋荣誉表彰工作委员会办公室工作细则》、《党和国家功勋荣誉表彰工作委员会重点任务分工方案》，党和国家功勋荣誉表彰工作委员会副主任杨晶、王晨、杨洁篪、张庆黎、张阳出席会议。
2017年7月，由党和国家功勋荣誉表彰工作委员会制定的《中国共产党党内功勋荣誉表彰条例》、《国家功勋荣誉表彰条例》、《军队功勋荣誉表彰条例》、《“共和国勋章”和国家荣誉称号授予办法》、《“七一勋章”授予办法》、《“八一勋章”授予办法》、《“友谊勋章”授予办法》，已经中共中央批准实施。“1+1+3”的党和国家功勋荣誉表彰制度体系至此确立。该制度体系包括：
- 勋章：
  - 共和国勋章：根据《中华人民共和国国家勋章和国家荣誉称号法》及《国家功勋荣誉表彰条例》、《“共和国勋章”和国家荣誉称号授予办法》，授予为党、国家和人民的事业作出巨大贡献、功勋卓著的杰出人士。这是根据宪法法律规定，由全国人大常委会决定、国家主席签发证书并颁授的国家勋章，是国家最高荣誉[1]。
  - 七一勋章：根据《中国共产党党内功勋荣誉表彰条例》及《“七一勋章”授予办法》，授予在中国特色社会主义伟大事业和党的建设新的伟大工程中作出杰出贡献的党员。这是由中共中央决定、中共中央总书记签发证书并颁授的党内最高荣誉[1]。
  - 八一勋章：根据《军队功勋荣誉表彰条例》及《“八一勋章”授予办法》，授予在维护国家主权、安全、发展利益，推进国防和军队现代化建设中建立卓越功勋的军队人员。这是由中央军委决定、中央军委主席签发证书并颁授的军队最高荣誉[1]。
  - 友谊勋章：根据《中华人民共和国国家勋章和国家荣誉称号法》及《国家功勋荣誉表彰条例》、《“友谊勋章”授予办法》，授予在中国社会主义现代化建设和促进中外交流合作、维护世界和平中作出杰出贡献的外国人。这是根据宪法法律规定，由全国人大常委会决定、国家主席签发证书并颁授的国家勋章[1]。
- 荣誉称号：
  - 国家荣誉称号：根据《中华人民共和国国家勋章和国家荣誉称号法》及《国家功勋荣誉表彰条例》、《“共和国勋章”和国家荣誉称号授予办法》，授予在经济、社会、国防、外交、教育、科技、文化、卫生、体育等各领域各行业作出重大贡献、享有崇高声誉的杰出人士[1]。一般冠以“人民”等称谓，例如“人民英雄”、“人民卫士”、“人民科学家”、“人民艺术家”、“人民教育家”等[6]。
  - 中共中央、国务院、中央军委授予的荣誉称号：根据《中国共产党党内功勋荣誉表彰条例》、《国家功勋荣誉表彰条例》、《军队功勋荣誉表彰条例》，授予在协调推进“四个全面”战略布局、建设和捍卫中国特色社会主义中作出突出贡献、具有崇高精神风范，以及在抢险救灾、处置突发事件或完成重大专项任务等工作中表现特别突出、事迹特别感人的个人和集体[6]。
- 表彰奖励：
  - 国家级表彰奖励：主要有“全国优秀共产党员”、“全国优秀党务工作者”、“全国先进党组织”党内表彰，全国劳动模范和先进工作者表彰，国家科学技术奖，全国民族团结进步模范表彰等，以及中央军委奖励表彰[6]。
  - 部门和地方表彰奖励：部门和地方可根据相应权限开展表彰奖励[6]。
- 纪念章：中共中央、国务院、中央军委可向参与特定时期、特定领域重大工作的个人颁发纪念章。经中共中央、国务院批准，省级党委和政府、中央和国家机关可以颁发纪念章。纪念章是荣誉性纪念[6]。
- 功勋簿：为记载上述功勋荣誉获得者及其功绩，专门设立党、国家、军队功勋簿[1]。

## 职责
党和国家功勋荣誉表彰工作委员会“负责党和国家功勋荣誉表彰工作的统筹协调、政策制定和督促落实，牵头组织有关功勋荣誉表彰的评选、颁授和典礼等工作。”

## 组成人员
| 2016年4月成立时的组成人员是： 主任 - 刘云山（中共中央政治局常委、书记处书记） 副主任 - 栗战书（中共中央政治局委员，中央办公厅主任） - 杨 晶（中共中央书记处书记，国务委员兼国务院秘书长） - 王 晨（全国人大常委会副委员长兼秘书长） - 杨洁篪（国务委员，中央外事办主任） - 张庆黎（全国政协副主席兼秘书长） - 张 阳（中央军委委员、中央军委政治工作部主任） 成员 （不详） |

## 办事机构
人力资源和社会保障部国家表彰奖励办公室，与党和国家功勋荣誉表彰工作委员会办公室合署办公，是中华人民共和国人力资源和社会保障部内设机构。
党和国家功勋荣誉表彰工作委员会的办事机构是党和国家功勋荣誉表彰工作委员会办公室。

### 职责
根据有关规定，人力资源社会保障部国家表彰奖励办公室承担下列职能：
1. 综合管理国家表彰奖励工作；
2. 会同有关部门拟订国家表彰奖励制度；
3. 根据授权承办以党中央、国务院名义开展的国家级表彰奖励活动；
4. 指导、协调和监督各地区各部门表彰奖励工作，承担部级表彰奖励计划和拟表彰奖励对象审批工作，会同有关部门组织实施；
5. 承担相关国家表彰奖励获得者、国务院荣誉称号获得者和省部级荣誉称号获得者的管理等工作，拟定和完善受表彰奖励人员待遇的政策规定；
6. 承担全国评比达标表彰工作协调小组办公室日常工作，负责研究起草全国评比达标表彰政策，负责综合协调全国评比达标表彰工作的政策指导、统筹协调、审核备案、监督检查工作；
7. 承担清理规范创建示范活动，负责研究起草规范创建示范活动管理制度，会同有关部门加强创建示范活动政策指导、统筹协调、审核备案、监督检查工作；
8. 承办部领导交办的其他事项。

### 机构设置
根据有关规定，人力资源社会保障部国家表彰奖励办公室设置下列机构：
- 综合处
- 表彰奖励处
- 评比达标表彰处